# Avaliação de experiência do usuário
A avaliação de experiência do usuário (AEU) refere-se ao conjunto de métodos, técnicas e ferramentas utilizadas para descobrir como uma pessoa interpreta um sistema (produto, serviço, item não comercial, ou uma combinação dos três) antes, durante e depois de interagir com ele. Não é trivial avaliar a experiência do usuário, já que a mesma é subjetiva, contexto-dependente, e dinâmica ao longo do tempo. Para que um estudo da AEU seja bem-sucedido, o pesquisador tem que selecionar as dimensões, estruturas e métodos corretos, e então definir o objetivo da pesquisa para a área específica de interesse, como jogos eletrônicos, transporte, dispositivos móveis, entre outras.

## Dimensões
Há diversas dimensões para considerar no momento de escolher a melhor forma de avaliar:
- Objetivo: sumativo (no produto final) ou formativo (durante o processo)
- Abordagem: objetiva ou subjetiva
- Dados: quantitativos ou qualitativos
- Granularidade: momentânea, episódica, ou a experiência do usuário em geral (longitudinal)
- Local: em laboratório ou em campo

Experiências em laboratório podem ser úteis para estudar um aspecto específico da experiência do usuário, mas, idealmente, a experiência do usuário holística é estudada por um longo período de tempo com usuários reais em um ambiente natural.

## Estruturas
Em todos os casos, há determinados aspectos da experiência do usuário que pesquisadores estão interessados (medidas), e determinados procedimentos e técnicas utilizadas para a coleção de dados (métodos). Há muitas medidas, e algumas estruturas de alto nível de experiência do usuário podem ser usadas como a base para definir as medidas de experiência do usuário, como:
1. Utilidade: O usuário interpreta as funções no sistema como úteis e adequadas para o propósito?
2. Usabilidade: O usuário sente que é fácil e eficiente realizar tarefas ou ações?
3. Estética: O usuário vê o sistema como visualmente atrativo? É agradável na prática?[2]
4. Identificação: Consigo me identificar com o produtor? Tenho um bom aspecto utilizando-o?
5. Estimulação: O sistema me inspira? Ou me dá experiências surpreendentes?
6. Valor: O sistema é importante para mim? Qual seu valor para mim?

## Métodos
Um método individual pode coletar dados sobre um conjunto de estruturas específicas da experiência do usuário. Por exemplo, o teste de usabilidade é usado para coletar dados sobre as estruturas de usabilidade. Métodos podem diferir se forem utilizados para medir uma experiência momentânea ou episódica (ou seja, avaliar como uma pessoa sente sobre um episódio de interação específico, ou após executar uma tarefa), ou uma experiência ao longo do tempo, também conhecida como experiência longitudinal. Métodos de AEU podem ser classificados em três categorias: métodos implícitos, explícitos e criativos.

### Métodos implícitos
Métodos implícitos de pesquisa de EU focam não apenas no que os usuário dizem, mas também no que eles não expressam verbalmente. Várias ferramentas podem auxiliar na avaliação implícita, principalmente para coletar dados objetivos ou implícitos. Quando possível, os pesquisadores de EU utilizam equipamentos de última geração para descobrir todos os aspectos da experiência.
Exemplos de métodos e ferramentas de avaliação implícita:
- Rastreamento ocular
- Rastreamento de atenção
- Rastreamento de usuário
- Medição da realização de tarefas e reação, resposta galvânica da pele ou atividade electrodermal.
- Eletroencefalografia
- Estudos observacionais: observação participante em que observadores monitoram as reações dos participantes, tais como expressões facial, linguagem corporal, gestos e o tom da voz.

### Métodos explícitos
Métodos explícitos de pesquisa de EU exploram tudo aquilo que os usuários estão conscientes de os influenciar a refletirem em suas sensações ou pensamentos, coletando as perspectivas e opiniões deles. Um aspecto importante de métodos explícitos é que eles incluem teste de usabilidade e avaliação de emoções.

#### Avaliação emocional
Ao investigar as experiências momentâneas do usuário, é possível avaliar o nível de influências positivas e negativas, alegria, surpresa, frustração, etc. As métricas para avaliar as emoções estão vinculadas aos métodos usados para a avaliação emocional; algumas medidas emocionais típicas são o estímulo psicológico e as valências psicológicas positiva e negativa. Dados de emoção objetiva podem ser coletados por medidas psicofisiológicas ou por observação das emoções expressadas. Dados emocionais subjetivos podem ser coletados utilizando métodos de autoavaliação, que podem tanto verbais quanto não-verbais.
Exemplos de métodos avaliativos de emoções:
- As medidas psicofisiológicas das emoções visam identificar mudanças psicológicas ou emocionais através das contrações ou movimentações nos músculos (ex.: microexpressões faciais), além de também analisar as pupilas, pele, coração, cérebro, etc.
- Expressão
- O protocolo do pensamento em voz alta pode ser usado para analisar emoções (autoavaliação em tempo real)
- Escala de Afeto Positivo e Negativo (PANAS) (autoavaliação de retrospectiva verbal)
- Roda das Emoções de Genebra[4] (autoavaliação de retrospectiva verbal)
- Medidor de Afeto Fotográfico (PAM)[5]

### Métodos Criativos
Os métodos criativos são utilizados para reunir as perspectivas de design da equipe, bem como os desejos e as aspirações de um projeto ideal para o mercado alvo. Essas atividades são mais livres e permitem as pessoas a cocriarem com os engenheiros/designers, ou a usar a imaginação para expressar seu sistema ideal.
Exemplos de métodos de avaliações criativas:
- Atividades cooperativas de design
- Workshops criativos
- Prototipagem em papel, wireframming, criação de mapas mentais
- Método de estruturação por cartas (card sorting)
- Personas

### Longitudinal
Contrastando a indetificação de emoções momentâneas, a AEU longitudinal investiga como uma pessoa se sente em relação a um sistema como um todo, após usá-lo por um período prolongado.
Exemplos de métodos de AEU longitudinais (excluindo métodos de usabilidade tradicionais):
- Método diário[6]  para autoavaliação de experiências durante pesquisas de campo
- Método de experiência de amostragem[7] para autoavaliação durante pesquisas de campo